# Lutz Wilde
Lutz Wilde (* 1933) ist ein deutscher Kunsthistoriker und Denkmalpfleger.

## Leben und Wirken
Lutz Wilde studierte Kunstgeschichte, Klassische Archäologie und Geschichte an der Universität Greifswald. Von 1956 bis 1960 war er Wissenschaftlicher Assistent an der Universität Greifswald und wurde 1959 mit der Arbeit Die Entwicklung der Stützenformen in der mittelalterlichen Backsteinarchitektur des Ostseeraumes zum Dr. phil. promoviert. Von 1960 bis 1964 war er Wissenschaftlicher Assistent an der Universität Mainz. Danach war er bis 1987 Wissenschaftlicher Rat beim Amt für Denkmalpflege in Lübeck und von 1987 bis 1998 Oberkonservator beim Landesamt für Denkmalpflege Schleswig-Holstein in Kiel.
Lutz Wilde publiziert zu den Themen Kunstgeschichte, Architektur und Denkmalpflege, insbesondere zum Land Schleswig-Holstein. Von 1964 bis 1987 bearbeitete er die Ausgabe Denkmalpflege in Lübeck des Amtes für Denkmalpflege. Seit der Ausgabe 2006 ist er Textautor des jährlich erscheinenden Schleswig-Holstein Kalenders.

## Schriften
- Die Entwicklung der Stützenformen in der mittelalterlichen Backsteinarchitektur des Ostseeraumes. Dissertation. Universität Greifswald 1959.
- mit Friedrich Gerke, Hans-Jürgen Imiela: Pierre-Auguste Renoir. Kunstgeschichtliches Institut, Mainz 1961.
- Die Katharinenkirche in Lübeck. Deutscher Kunstverlag, München/Berlin 1971.
- Die Ägidienkirche in Lübeck. Deutscher Kunstverlag, München/Berlin 1971. Neuauflagen 1974, 1976, 1982.
- mit Wilhelm Stier: St Marien. Schmidt-Römhild, Lübeck 1979, ISBN 3-7950-1023-3. Neuauflage um 1985, ISBN 3-7950-1057-8.
- mit Armin Schoof: St Jakobi. Schmidt-Römhild, Lübeck 1979, ISBN 3-7950-1022-5. Neuauflage 1984, ISBN 3-7950-1058-6.
- Der Dom zu Lübeck. Bilder von Jutta Brüdern. Deutscher Kunstverlag, München/Berlin 1983. Neuauflagen 1985, 1987, 1989, 1991, 2009.
- Das Rathaus zu Lübeck. Deutscher Kunstverlag, München/Berlin 1987.
- mit Manfred Gläser, Russalka Nikolov: Das Burgkloster zu Lübeck. Coleman, Lübeck 1992, ISBN 3-87128-033-X.
- (Bearb.): Denkmaltopographie Bundesrepublik Deutschland / Kulturdenkmale in Schleswig-Holstein. Wachholtz, Neumünster.
  - Band 1: Landeshauptstadt Kiel. 1995, ISBN 3-529-02520-8.
  - Band 2: Stadt Flensburg. 2001, ISBN 3-529-02521-6.
  - Band 3: Stadt Neumünster. 2006, ISBN 3-529-02522-4.
- mit Johannes Habich, Deert Lafrenz, Heiko K. L. Schulze: Schlösser und Gutsanlagen in Schleswig-Holstein. L&H, Hamburg 1998, ISBN 3-928119-24-9.
- Bomber gegen Lübeck. Eine Dokumentation der Zerstörungen in Lübecks Altstadt beim Luftangriff im März 1942. Schmidt-Römhild, Lübeck 1999, ISBN 3-7950-1235-X.
- mit Dirk Jonkanski: Dorfkirchen in Schleswig-Holstein. Wachholtz, Neumünster 2000, ISBN 3-529-02845-2.
- unter Mitwirkung von Margrit Christensen: Hansestadt Lübeck. Altstadt (= Denkmaltopographie Bundesrepublik Deutschland. Kulturdenkmale in Schleswig-Holstein. Band 5.1). Wachholtz, Kiel/Hamburg 2017, ISBN 978-3-529-02524-2.